# Humularia corbisieri
Humularia corbisieri là một loài thực vật có hoa trong họ Đậu. Loài này được (De Wild.) P.A.Duvign. miêu tả khoa học đầu tiên.